# Tony Evers
Anthony Steven "Tony" Evers, född 5 november 1951 i Plymouth, Wisconsin är en amerikansk demokratisk politiker och lärare. Han är guvernör i Wisconsin sedan den 7 januari 2019.

## Biografi
Evers föddes år 1951 i Plymouth, Wisconsin, till en far som var läkare. Evers avlade sin kandidatexamen (1974), magisterexamen (1978) och doktorsexamen (1986) från University of Wisconsin-Madison. Han började sin professionella karriär som lärare och mediekoordinator. 

## Guvernör i Wisconsin
Den 23 augusti 2017 meddelade Evers att han skulle söka den demokratiska nomineringen som guvernör i Wisconsin år 2018. Den 6 november 2018 vann Evers guvernörsvalet och besegrade den sittande guvernören Scott Walker.

## Politiska ställningstaganden
Evers har sagt att hans tre största prioriteringar är att förbättra Wisconsins offentliga skolsystem, göra vården billigare och att fixa Wisconsins vägar och broar.

## Privatliv
Evers är gift med Kathy Evers. De är föräldrar till tre vuxna barn och har sju barnbarn.  